# Luís de Anjou, Marquês de Pont-à-Mousson
Luís de Anjou (em francês:  Louis d'Anjou; 16 de outubro de 1427 - 1443 ou 1444) foi Marquês de Pont-à-Mousson de 1438 até à sua morte.

## Biografia
Luís era o terceiro filho de Renato I, Duque de Anjou, de Bar e depois Rei de Nápoles, e da sua primeira esposa, Isabel, Duquesa da Lorena.
Durante os conflitos entre o Reino de França e o Ducado da Borgonha, o seu pai, Renato de Anjou foi capturado na Batalha de Bulgnéville (1431), ficando detido por Filipe III, Duque de Borgonha.
Quando tinha apenas 5 anos, em 1432, ele e o seu irmão mais velho João, foram dados como reféns aos borgonheses em abril de 1432 em troca da liberdade de seu pai, Renato. João acabou por ser libertado, mas Luis ficou prisioneiro e morreu de pneumonia na prisão aos 16 anos de idade. Foi sepultado na igreja de Santo António, de Pont-à-Mousson.
O seu título de Marquês de Pont-à-Mousson e os seus bens em Commercy regressam ao património do seu pai.